# St. Martin (Bernterode)

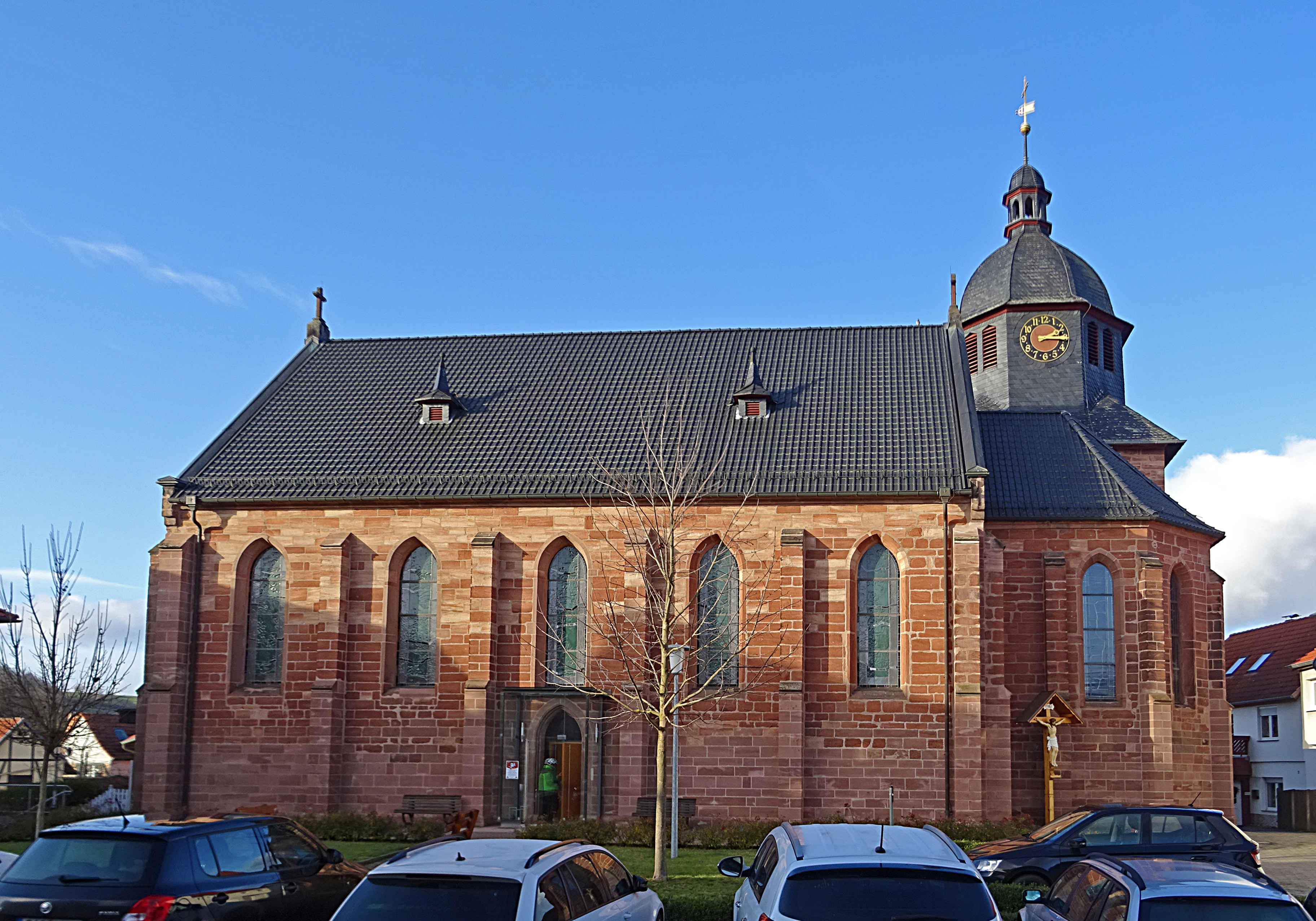
Römisch-katholische Kirche St. Martin in Bernterode

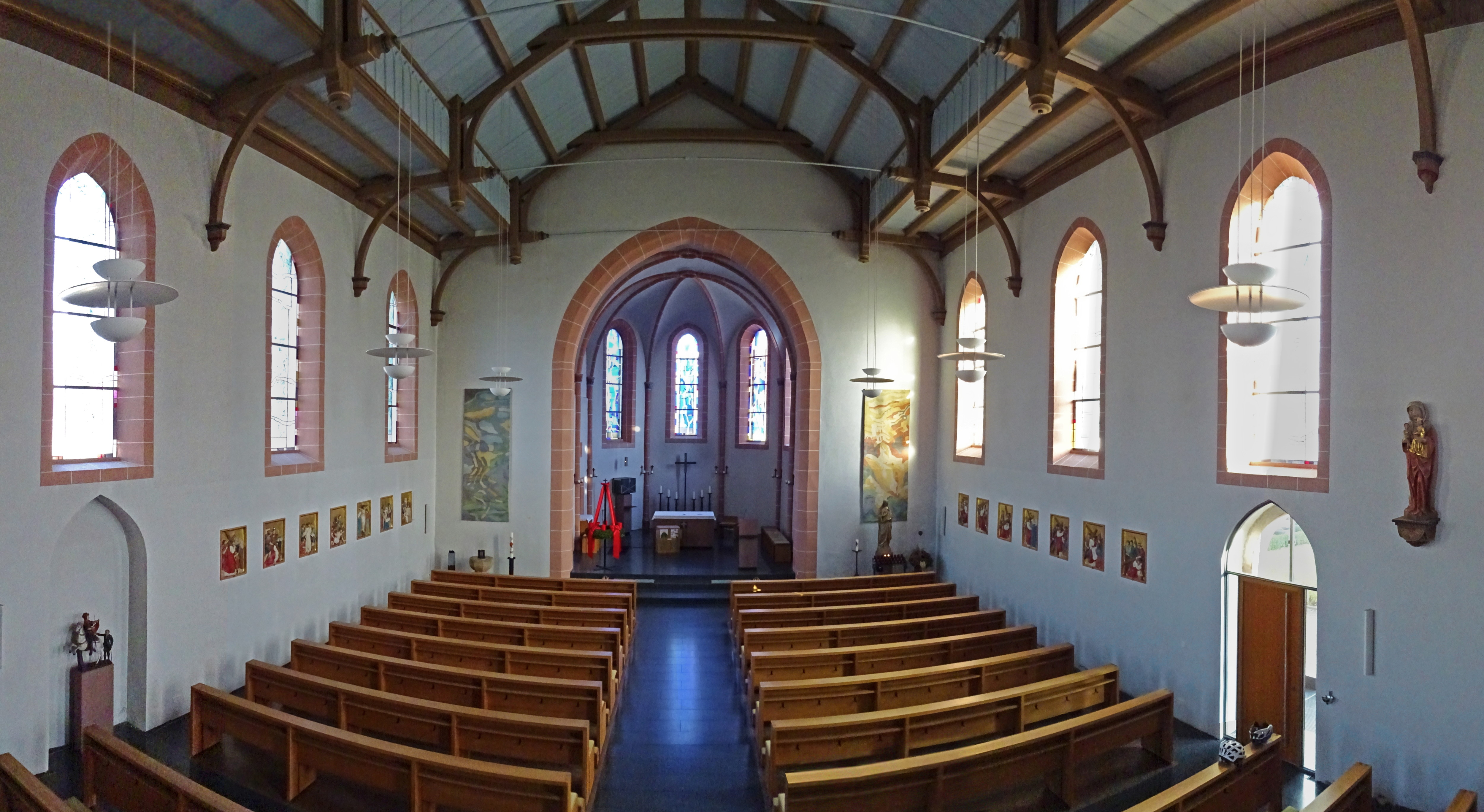
Innenansicht

Die römisch-katholische Filialkirche St. Martin steht in Bernterode im thüringischen Landkreis Eichsfeld. Sie ist Filialkirche der Pfarrei St. Marien Niederorschel im Dekanat Leinefelde-Worbis des Bistums Erfurt. Sie trägt das Patrozinium des heiligen Martin von Tours.

## Geschichte
Die Vorgängerkirche wurde im Jahr 1605 errichtet. Nachdem die Gemeinde gewachsen und die Kirche dadurch zu klein geworden war, begann man am 4. Juni 1866 mit dem Abriss, um Platz für einen Neubau zu schaffen.
Die heutige Kirche wurde am 8. Juni 1869 durch Bischof Konrad Martin geweiht. 1961 erfolgte eine Sanierung der Kirche und Bischof Hugo Aufderbeck weihte am 26. Mai 1963 einen neuen Altar. Eine umfassende Renovierung fand 1991 statt, in dessen Zuge wurde erneut ein neuer Altar geweiht. Die Weihe vollzog Bischof Joachim Wanke. Die Fenster wurden 2003 von der Künstlerin Evelin Körber geschaffen.

## Orgel

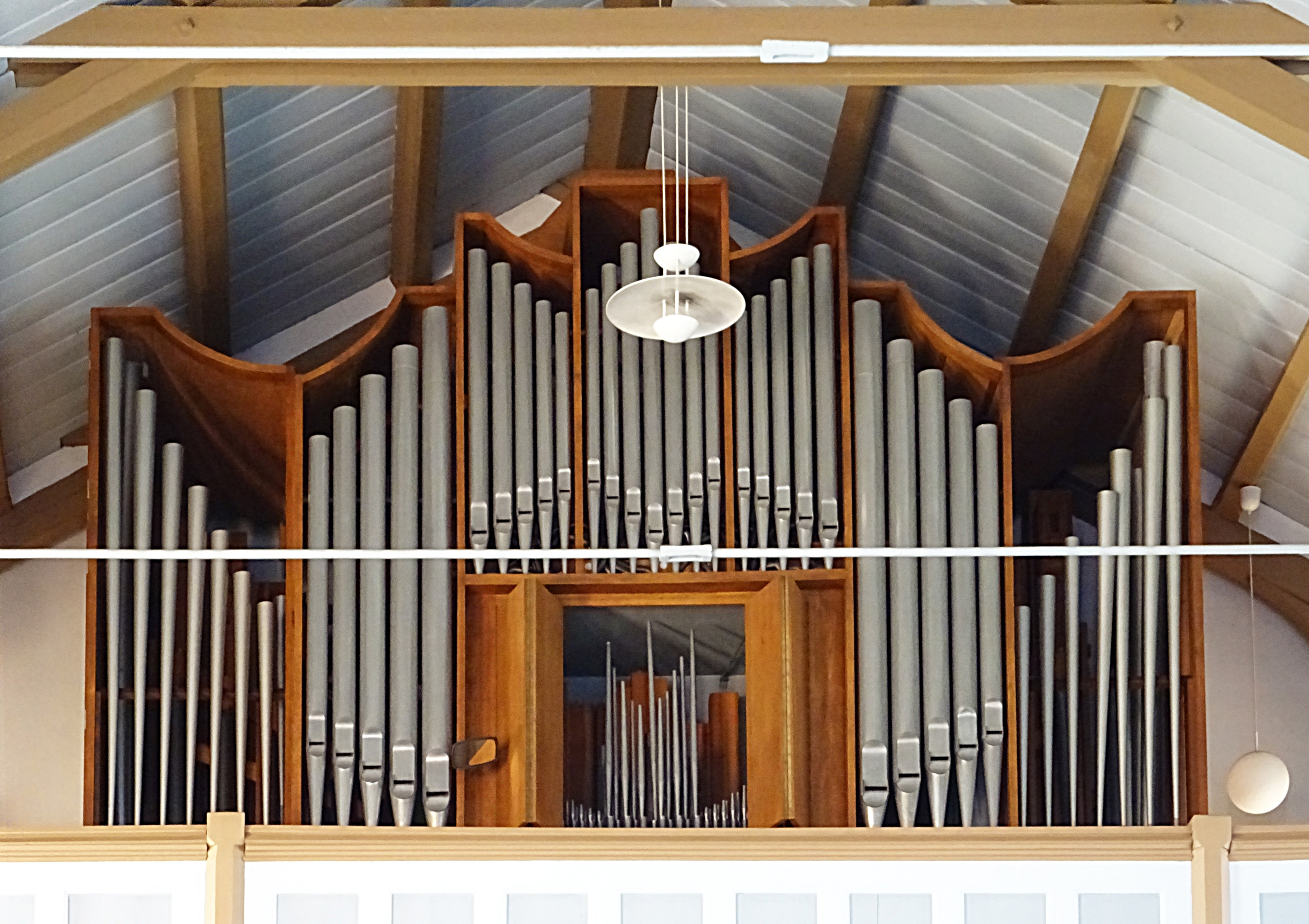
Kühn-Orgel

Die Orgel wurde 1972 von Gerhard Kühn gebaut. Sie hat 19 Register auf zwei Manualen und Pedal. Register- und Tontraktur sind mechanisch.

## Glocken
Die Kirche hat insgesamt vier Bronzeglocken. Die älteste, erhaltene Glocke stammt aus dem Jahr 1922. Die drei weiteren Glocken wurden am 18. Oktober 2015 durch Bischof Ulrich Neymeyr geweiht. Sie ersetzten drei Stahlglocken, die als Ersatz für die während des Krieges eingeschmolzenen Glocken aufgehängt worden waren.